# Жевахов Микола Давидович
Князь Микола Давидович Жевахов (Джавахішвілі; 24 грудня 1874 (5 січня 1975), маєток Ліновиця, Пирятинський повіт, Полтавська губернія - 1946, Закарпаття) - російський державний, громадський і релігійний діяч правого спрямування. Виконуюючий обов'язки товариша обер-прокурора Святійшого синоду Миколи Раєва (з 15 вересня 1916 року до 28 лютого 1917 року). Брат-близнюк єпископа Йоасафа (Жевахова) (1874-1937).

## Біографія
Народився 24 грудня 1874 року (за старим стилем) у сім'ї поміщика Полтавської губернії Давида Жевахова, представника російської гілки грузинського князівського роду Жевахових. Дитинство Миколи Давидовича Жевахова пройшло в родовому маєтку Ліновиця і в Києві, де його мати мала власний будинок на Стрітенській вулиці.
Середню освіту здобув у 2-й Київській гімназії та Колегії Павла Галагана.
Ще будучи студентом, в 1897 році, отримав свою першу нагороду - темно-бронзову медаль за праці за першим загальним переписом населення.
1898 року, закінчивши юридичний факультет Університету святого Володимира у Києві з дипломом другого ступеня, Микола Давидович вступив на державну службу.

### На державній службі
На початку своєї кар'єри він обіймав різні дрібні посади в Київській судовій палаті і в канцелярії Київського генерал-губернатора.
У травні 1902 року обійняв посаду земського начальника у Полтавській губернії. У цьому виборі служби виявилася властива інтелігенції на той час ідеалізація простого народу. Сам Жевахов так описує свої погляди: «повільно і поступово, наполегливо і наполегливо перетворювався на моїх очах „народ- богоносець“ на звірячу та жорстоку масу». Проте, з іншого боку, хоча «там були звірі, і їх було більшість; але були й такі, яких ніде не було і ніде не можна було знайти, люди недосяжної моральної чистоти та величі духу». Під час перебування земським начальником вперше спробував себе на полі політичного публіциста: в 1904 року на сторінках консервативного журналу «Громадянин», що видавався князем В. Мещерським, друкувалися його «Листи земського начальника».
Наприкінці квітня 1905 був зарахований для подальшої служби до Державної канцелярії у відділення зводу законів. Жив у Петербурзі. Дослужився до посади помічника статс-секретаря (начальника відділення) та чину статського радника.
З 1906 займався збиранням відомостей про життя єпископа Білгородського Іоасафа (Горленка), далеким родичем якого був, і відіграв значну роль у його прославленні в 1911 році. Підсумком його досліджень стали три томи «Матеріалів для біографії Святителя Йоасафа Горленка, єпископа Білгородського та Обоянського», що були видані у Києві у 1907—1911 роках. Складався товаришем голови Братства святителя Іоасафа.
4 травня 1909 року, будучи переконаним монархістом, він став дійсним членом Російських Зборів.
Постановою Імператорського православного палестинського товариства 10 грудня 1910 разом із протоієреєм Іоанном Восторговим був відряджений в Барі (Італія) для вибору земельної ділянки під храм і будинок для паломників з Росії; виїхали до Італії у січні 1911 року та виконали доручення. 12 травня того ж року став членом відкритого Барбарського комітету. У травні 1913 року відряджений у Барі як представник Барградського комітету і 9 травня був присутній під час урочистої закладки храму та будинку.
6 травня 1914 року надано звання камер-юнкера найвищого двору.
15 вересня 1916 року найвищим іменним указом він призначався «що виконує обов'язки посади товариша обер-прокурора Святійшого синоду, з залишенням у придворному званні» камер-юнкера; найвищим наказом від 22 жовтня того ж року йому надавалася утримання з скарбниці, яке раніше вироблялося товаришу обер-прокурора Миколі Зайончковському, проти якого були налаштовані Григорій Распутін і митрополит Петроградський Пітирим (Вікнов).
До 6 грудня (тезоіменитство імператора Миколи II) 1916 нагороджений орденом Святого Володимира 4-го ступеня.
1 січня 1917 року удостоєний чину дійсного статського радника і наданий званням камергера.
26 лютого 1917 року запропонував першоприсутньому члену Синоду митрополиту Київському Володимиру (Богоявленському) випустити звернення до населення на захист монарха — «доречне, грізне попередження Церкви, яке тягне, у разі неслухняності, церковну кару». Звернення пропонувалося не лише зачитати з церковних амвонів, а й розклеїти містом. Митрополит Володимир відмовився допомогти падаючій монархії, незважаючи на наполегливі прохання Жевахова.

### Діяльність у період Російської революції та громадянської війни в Росії
З 1 по 5 березня 1917 перебував під арештом за розпорядженням Тимчасового уряду; випущений на волю без пред'явлення звинувачень та звільнений з посади. Незабаром залишив Петроград, проживав у Києві, потім у маєтках брата та сестри.
Після захоплення влади більшовиками, до початку 1920 року, перебував на території, контрольованій Білими арміями або автономними українськими урядами, зокрема жив у П'ятигорську разом з колишнім петроградським митрополитом Питиримом (Окновим), що мав репутацію «розпутінця».
Крім того, Шавельський, з посиланням на митрополита Антонія (Храповицького), стверджував, що в січні 1920 року, незадовго до смерті Питирима (Вікнова), з яким він у Катеринодарі жив разом у митрополита Антонія (Храповицького), Жевахов обікрав і втік.
Відповідно до спогадів самого Жевахова, 16 (29) січня 1920 року він на «архієрейському пароплаві» «Іртиш» разом зі священноначалієм РПЦ відплив з Новоросійська через окупований Антантою Константинополь та Салоніки до Королівства сербів, хорватів і словенців, емігрувавши з Росії до Югославії.

### Діяльність на еміграції
З 9 лютого 1919 по вересень 1920 жив у Сербії, став одним із ініціаторів створення та головою російсько-сербського товариства, відкритого 20 липня 1920 року. У промові за урочистого відкриття Товариства заявив: в умовах, коли юдейство і масонство ведуть відкриту війну на знищення християнства, «будь-яка спроба єднання слов'ян набуває виняткового значення». Висловив надію, що «слов'янська ідея поєднає навколо себе всіх християн для спільної боротьби з ворогами Христа».
У вересні 1920 почав завідувати подвір'ям святителя Миколая в Барі. Завідування подвір'ям супроводжувалося численними конфліктами. У 1920-х Жевахов через італійський суд домігся вигнання духовенства храму. Причиною конфліктів було невизнання Жеваховим будь-якого духовенства, що підпорядковувався митрополиту Євлогію (Георгіївському). Цю церковну юрисдикцію Жевахов вважав агентами світового жидомасонства. Наприкінці 1920-х у храмі з'явився новий священик Сергій Ноаров, ставлення Жевахова до нього було різко негативним, насамперед через розподіл пожертвувань.
З 1926 року розпочався тривалий судовий процес із радянським урядом та представниками Російського Палестинського товариства, в яке було перейменовано Імператорське православне палестинське товаристство та вимагало передачі йому будівлі. До 1936 року процес був програний, проте Жевахов зумів домовитися з владою міста Барі про націоналізацію будівлі (у ньому розмістився дитячий будинок та сирітський притулок, церква залишилася чинною та православною), за що сам отримав велику суму відступних. Оскільки потоку російських паломників у Барі після революції не було, діяльність Жевахова як завідувача подвір'ям сутнісно звелася до присвоєння пожертвувань на храм — жертводавці найчастіше не усвідомлювали, що подвір'я і храм виявилися різними господарюючими суб'єктами, і надсилали пожертвування на подвір'я.
За даними історика чорносотенного руху Анатолія Степанова, складався в особистому листуванні з Беніто Муссоліні. Вітав прихід до влади Адольфа Гітлера, а також підтримував його антиєврейську політику.
|  | У минулому я був частиною російського імператорського уряду, я живу в Італії 22 роки, і, глибоко захоплюючись досягненнями дуче та фашизму, які справді вчинили революційну та творчу революцію на національному та глобальному масштабі, я переконаний, що лише вплив фашизму може стати потужною допомогою в оновленні та в домовленості найкращого майбутнього моєї великої, але багатостраждальної Батьківщини. І я відчуваю свій обов'язок застосовувати свої глибокі знання про Росію, російську еміграцію та свій багаторічний досвід служіння фашистському режиму, і віддавати всього себе в дусі абсолютної особистої незацікавленої служби найвищому визволенню та очищенню, що, нарешті, проводиться в цій війні. |

Як показав італійський славіст Чезаре де Мікеліс, саме Жевахову належить випущений в 1938 переклад «Протоколів сіонських мудреців», виданий, найімовірніше, іншим італійським антисемітом Ліно Каппуччо (Тресковським).
У 1938 році Жевахов знаходився у Фінляндії, у Валаамському монастирі. Остання документальна звістка про нього належить до 1942 року, коли він листувався з архімандритом Варсонофієм.

### Дата та місце смерті
Дата і місце його смерті були певним часом дискусійним питанням. За відомостями авторів Православної енциклопедії, було встановлено, що останні місяці життя він провів у Закарпатті та помер там у 1946 році. Анатолій Степанов вказував 1947 смерті у Відні в таборі для переміщених осіб; Олег Платонов зазначав 1949 рік.

## Погляди
У своїй книзі «Спогади» докладно описав «червоний терор», пояснюючи всі події, що відбуваються в Росії, з антисемітських позицій.
Відкидав Декларацію Митрополита Сергія 1927 року.
Одним із важливих моментів його поглядів є те, що він відкидав Старий Завіт і стверджував, що описаний у ньому Бог Яхве є сатаною Виступав і за «очищення Нового Завіту від домішок Старого».

## У спогадах сучасників
У передреволюційному російському суспільстві мав репутацію ставленика Григорія Распутіна та реакціонера.
Його особистості приділено увагу у спогадах протопресвітера Георгія Шавельського, який описує князя як людину посередніх здібностей та кар'єриста, який використовував особисті зв'язки з Распутіним. Основне зіткнення між Шавельським і Жеваховим сталося у жовтні 1915 року, коли останній прибув до Ставки з чудотворною Піщанською іконою, яка, за його словами, мала бути пронесеною лінією фронту, щоб Росії була дарована перемога над німцями. Так, за твердженням Жевахова, було бажання Божої Матері, що з'явилася у баченні полковнику О., який згодом утримувався в психіатричній клініці. Шавельський надав Жевахову найхолодніший прийом і постарався позбавитися його якнайшвидше, ікона на фронт не доставлялася і була повернена Жевахову. Хоча Жевахов стверджував, що прибув Ставку за дорученням імператриці, Шавельський залишився у переконанні, що це було власною ініціативою Жевахова, який розраховував доповісти про це імператриці і отримати нагороду.

## Твори
1. Назначение школы. СПб. 1906 (2-е издание — СПб., 1998).
2. Святитель Иоасаф Горленко, Епископ Белгородский и Обоянский (1705—1754): Материалы для биографии, собранные и изданные князем Н. Д. Жеваховым в 3 томах и 5 частях. — Киев, 1907—1911: Т.I. Ч.1: Предки Святителя Иоасафа. 1907; Т.I. Ч.2. Святитель Иоасаф и его сочинения. 1907; Т.I. Ч.3. Жизнь и деятельность Святителя Иоасафа. 1909; Т.II. Ч.1. Письменные донесения от разных мест и лиц в разные времена о чудесных исцелениях, совершаемых в Бозе почивающим Преосвященным Иоасафом Епископом Белгородским. 1908; Т.II. Ч.2. Предания о Святителе Иоасафе. 1908; Т.III. Дополнительный. 1911.
3. Чудное действие Божия Промысла. — Киев, 1908.
4. Николай Николаевич Неплюев: Биографический очерк. — СПб., 1909.
5. Бари: Путевые заметки. — СПб., 1910.
6. Строители духа жизни в области живописи и архитектуры И. Ижакевич и А. Щусев. — СПб., 1910.
7. Речи. — М., 1910.
8. Житие Св. Иоасафа, Чудотворца Белгородского. — СПб. 1910; 2-е изд. — Новый Сад. 1929.
9. На родине преп. Сергия Радонежского. — М., 1912.
10. Акты и документы Лубенского Мгарского Спасо-Преображенского монастыря. — Киев, 1913.
11. Княжна Мария Михайловна Дондукова-Корсакова. — СПб., 1913.
12. Потребные сведения усердствующим поклониться св. мощам Святителя Николая Мир-Ликийского Чудотворца. — Козельск, 1914.
13. Пробуждение Святой Руси. — СПб., 1914.
14. Святитель Иоасаф. — Пг., 1916.
15. Чудеса Святителя Иоасафа. — Пг. 1916 (2-е издание — СПб. 1998).
16. Воспоминания Товарища Обер-Прокурора Священного Синода князя Н. Д. Жевахова. Т. 1. Сентябрь 1915 — Март 1917. — Мюнхен: Изд. Ф. Винберга, 1923. [Архівовано 29 вересня 2007 у Wayback Machine.];
17. ibid Т. 2. Март 1917 — январь 1920. — Новый Сад, Королевство С.Х.С.: Русская типография С. Филонова, 1928. Тир. 400 экз., 457 стр. (2-е издание — М., 1993) [Архівовано 29 вересня 2007 у Wayback Machine.]
18. Еврейский вопрос. — Нью-Йорк, 1926.
19. Памяти графа А. Череп-Спиридовича. — Нью-Йорк, 1926.
20. Изабелл-Флоренс Хапхуд. — Нью-Йорк, 1926.
21. Светлой памяти шталмейстера Высочайшего Двора Ф. В. Винберга. — Париж, 1928.
22. Причины гибели России. — Новый Сад, 1929.
23. Житие святителя Иоасафа Белгородского. — Новый Сад, 1929.
24. Правда о Распутине. — Бари, 1930 (на итальянском языке).
25. Беседа преп. Серафима с Мотовиловым (на итальянском языке).
26. Раб Божий Н. Н. Иваненко. — Новый Сад, 1934.
27. Корни русской революции. — Кишинев, 1934.
28. Раб Божий Николай Николаевич Иваненко. — Новый Сад, 1934.
29. Князь Алексей Александрович Ширинский-Шихматов: Краткий очерк жизни и деятельности. — Новый Сад, 1934.
30. Сергей Александрович Нилус: Краткий очерк жизни и деятельности. — Новый Сад, 1936.
31. Il retroscena dei «Protocolli di Sion»: La vita e le opere del loro editore, Sergio Nilus e del loro autore Ascer Chinsberg. — Roma, 1939.